# Taygayba venezuelensis
Taygayba venezuelensis là một loài bọ cánh cứng trong họ Cerambycidae.